# Mary Douglas, 6. Countess of Buchan
Mary Douglas, 6. Countess of Buchan (* um 1600; † vor dem 20. August 1628 in Holyrood Palace, Edinburgh), war eine schottische Adelige.

## Leben
Ihr Vater war James Douglas, 5. Earl of Buchan; ihre Mutter war Margaret, Tochter des Walter Ogilvy, 1. Lord Ogilvy of Deskford. Beim frühen Tod ihres Vaters, 1601, erbte sie noch als Säugling dessen Adelstitel als Countess of Buchan und Lady Auchterhouse. Ihre Mutter lebte bis etwa 1614 und arrangierte ihre Heirat mit James Erskine, Sohn des John Erskine, 19. Earl of Mar. Die Hochzeit fand am 18. Juni 1615 statt, James wurde damit iure uxoris zum Earl of Buchan.
Am 22. März 1617 wurde mit königlicher Urkunde das Earldom „mit gleichen Rechten“ an Mary und ihren Ehemann übertragen; die Erbfolge wurde auf „den länger Lebenden und alle ehelichen Erben für alle Zeit“ ausgedehnt. James wurde somit auch de iure zum Earl of Buchan. Mary verzichtete daraufhin zu Gunsten ihres Mannes auf alle Rechte aus ihrem Titel. Ein weiterer möglicher Grund für diesen Verzicht war die Zurückstufung des Earl of Buchan hinter jüngere Titel im „Decreet of Ranking of nobility“ von 1606, bei der Mary auf Grund ihres Alters sich nicht selbst hatte vertreten können. Diese Rückstufung wurde erst 1628 korrigiert, die Korrektur im Jahr 1633 vom Parlament bestätigt.
Über ihr weiteres Leben ist nichts bekannt. Mary starb in Edinburgh, nach der Überführung wurde ihr Leichnam am 20. August 1628 in Auchterhouse beigesetzt.
Aus ihrer Ehe stammten fünf Kinder:
- James Erskine, 7. Earl of Buchan († 1664) ⚭ Lady Marjory Ramsay, Tochter des William Ramsay, 1. Earl of Dalhousie;
- Hon. John Erskine;
- Lady Mary Erskine ⚭ Alexander Forbes, 1. Lord Forbes of Pitsligo;
- Lady Margaret Erskine ⚭ Hon. Sir James Graham († nach 1683), Sohn des William Graham, 7. Earl of Menteith, 1. Earl of Airth;
- Lady Elizabeth Erskine.